# Октябрська сільська рада (Стерлітамацький район)
Октя́брська сільська рада (рос. Октябрский сельский совет) — муніципальне утворення у складі Стерлітамацького району Башкортостану, Росія. Адміністративний центр — село Октябрське.

## Населення
Населення — 1998 осіб (2019, 2279 в 2010, 2311 в 2002).

## Склад
До складу поселення входять такі населені пункти:
| Населений пункт          | Населення, осіб (2002) | Населення, осіб (2010) |
| ------------------------ | ---------------------- | ---------------------- |
| Веселий, присілок        | 313                    | 296                    |
| Кононовський, присілок   | 298                    | 291                    |
| Октябрське, село         | 1000                   | 977                    |
| Ранній Розсвіт, присілок | 81                     | 115                    |
| Сєверна, присілок        | 336                    | 337                    |
| Южний, присілок          | 283                    | 263                    |